# London Mills
London Mills is een plaats (village) in de Amerikaanse staat Illinois, en valt bestuurlijk gezien onder Fulton County en Knox County.

## Demografie
Bij de volkstelling in 2000 werd het aantal inwoners vastgesteld op 447. In 2006 is het aantal inwoners door het United States Census Bureau geschat op 434, een daling van 13 (-2,9%).

## Geografie
Volgens het United States Census Bureau beslaat de plaats een oppervlakte van 1,8 km², geheel bestaande uit land. London Mills ligt op ongeveer 174 m boven zeeniveau.

## Plaatsen in de nabije omgeving
De onderstaande figuur toont nabijgelegen plaatsen in een straal van 16 km rond London Mills.